# Kaľamenová
Kaľamenová (bis 1927 slowakisch „Kalamenová“; deutsch Kalmannsdorf, ungarisch Turóckelemenfalva – bis 1907 Kelemenfalu) ist eine Gemeinde in der Nord-Mitte der Slowakei mit 96 Einwohnern (Stand 31. Dezember 2024). Sie liegt im Okres Turčianske Teplice, einem Teil des Žilinský kraj und ist Teil der traditionellen Landschaft Turiec.

## Geographie
Die Gemeinde befindet sich im südwestlichen Teil des Turzbeckens am Unterlauf des Baches Jasenica und westlich des Flusses Turiec. Das Ortszentrum liegt auf einer Höhe von 495 m n.m. und ist 11 Kilometer von Turčianske Teplice sowie 27 Kilometer von Martin entfernt.
Nachbargemeinden sind Slovenské Pravno im Norden, Veľký Čepčín im Osten, Dubové im Süden, Budiš im Südwesten und Liešno im Westen.

## Geschichte
Der Ort wurde zum ersten Mal 1240 als Lazkouch schriftlich erwähnt, als ein örtlicher Einwohner namens Sitino den Ort in einem Schenkungsakt von Béla IV. erhielt. Später war das Dorf Besitz der Familie Lieszkovszky, im 15. Jahrhundert der Familie Kelemen und ab dem Jahr 1546 der Familien Rakovský und Horváth. 1715 gab es neun Haushalte in Kaľamenová.
1785 hatte die Ortschaft 30 Häuser und 188 Einwohner, 1828 zählte man 31 Häuser und 166 Einwohner, die als Landwirte beschäftigt waren.
Bis 1918 gehörte der im Komitat Turz liegende Ort zum Königreich Ungarn und kam danach zur Tschechoslowakei beziehungsweise heute Slowakei. Auch in der ersten tschechoslowakischen Republik war Landwirtschaft die Haupteinnahmequelle der Bevölkerung.

## Bevölkerung
| Jahr                | 1994 | 2004     | 2014     | 2024     |
| ------------------- | ---- | -------- | -------- | -------- |
| Anzahl der Personen | 58   | 69       | 85       | 96       |
| Unterschied         |      | +18,96 % | +23,18 % | +12,94 % |

| Jahr                | 2023 | 2024    |
| ------------------- | ---- | ------- |
| Anzahl der Personen | 98   | 96      |
| Unterschied         |      | −2,04 % |

Nach der Volkszählung 2011 wohnten in Kaľamenová 87 Einwohner, davon 76 Slowaken. 11 Einwohner machten keine Angabe zur Ethnie.
34 Einwohner bekannten sich zur römisch-katholischen Kirche und 32 Einwohner zur Evangelischen Kirche A. B. Sieben Einwohner waren konfessionslos und bei 14 Einwohnern wurde die Konfession nicht ermittelt.

## Bauwerke und Denkmäler
- Landadelhaus im Spätrenaissance-Stil aus dem späten 17. Jahrhundert, mit barocken Anbauten aus dem 18. Jahrhundert